# طویقون‌بیک قاجار
طویقون‌بیک قاجار از امرا و سرداران نظامی قزلباش طایفه قاجار در دوره شاه طهماسب یکم و شاه اسماعیل دوم بود.